# لولا (لاعب كرة قدم)
لولا هو لاعب كرة قدم برازيلي في مركز الدفاع، ولد في 18 فبراير 1992 في Gurupi ‏ في البرازيل. لعب مع أتلتيكو باراناينسي ونادي أمريكا ونادي بوا إيسبورت.

## وصلات خارجية
- لولا (لاعب كرة قدم) على موقع قاعدة بيانات كرة القدم.إي يو (الإنجليزية)
- لولا (لاعب كرة قدم) على موقع Soccerway.com (الإنجليزية)